# Pandemie covidu-19 v Portugalsku
Pandemie covidu-19 v Portugalsku byla epidemie virového onemocnění covid-19, které způsobuje koronavirus SARS-CoV-2.
K 26. únoru 2021 bylo v Portugalsku napočítáno celkově 802 773 potvrzených případů onemocnění covidem-19. Na nákazu zemřelo do toho dne 16 243 lidí a bylo zaznamenáno 714 493 zotavených. Aktivních případů bylo 72 037.

## Průběh

### 2020

#### Březen
Dne 2. března byly v Portugalsku potvrzeny první dva případy nákazy nemocí covid-19. Jednalo se o 60letého muže, který se vrátil z dovolené v severní Itálii, a 33letého muže, který se vrátil z Valencie ve Španělsku, kde pracoval.
Dne 12. března portugalská vláda vyhlásila nejvyšší stav pohotovosti a uvedla, že potrvá až do 9. dubna. 16. března vláda uzavřela školy a byl potvrzen první případ úmrtí na covid-19 v zemi.
Dne 18. března prezident republiky Marcelo Rebelo de Sousa vyhlásil na celém portugalském území stav nouze na následujících patnáct dní s možností obnovy.

#### Duben – květen
Dne 2. dubna parlament schválil prodloužení nouzového stavu. Ten skončil 2. května. Následně byla v květnu zahájena první fáze rozvolňování omezení. Znovuotevřely se mateřské školy a poslední dva ročníky středních škol, restaurace, kavárny a některá muzea, vše s dodržováním platných nařízení.

#### Září – říjen 2020
V polovině byl vyhlášen stav ohrožení, aby se země mohla připravit na návrat studentů a učitelů vysokých škol na začátku nového akademického roku a zaměstnanců na obvyklá pracovní místa v závodech apod. poté, co pracovali několik měsíců doma v tzv. home office. Toto rozhodnutí bylo učiněno také vzhledem k možnému nárůstu nových případů onemocnění covidem-19 na začátku podzimu a v zimě. Došlo k opětovnému zpřísnění některých opatření (povinná karanténa pro nakažené osoby, zákaz shromažďování, omezena otevírací doba obchodů či restaurací). Dne 14. října vyhlásila portugalská vláda „katastrofický stav“ kvůli velkému nárůstu nových případů onemocnění.

### 2021
Jelikož na začátku roku 2021 došlo k opětovnému nárůstu nových případů, vláda obnovila celostátní uzávěru, která trvala i v dubnu téhož roku. Dále například uzavřela školy. Portugalsko evidovalo nejvyšší počet případů koronaviru v Evropě, nárůst způsobilo šíření tzv. britské varianty. V lednu 2021 překročil počet obětí 10 000, 26. ledna zemřelo na covid-19 rekordní počet lidí (291).
Katoličtí biskupové se rozhodli od 23. ledna přerušit veřejné mše, křty, biřmování, sňatky a další církevní obřady. Pandemická opatření měla negativní dopad na svatyni Panny Marie Fátimské.
Na podzim roku došlo, jako ve většině ostatních zemí, k opětovnému šíření, způsobené variantami delta, později omikron.

## Odezva

### Přístup k informacím
Informace o probíhající pandemii covidu-19 v zemi byly umístěny na domovském webu DGS. Vzhledem k závažnosti pandemie však byla vytvořena samostatná webová stránka věnovaná speciálně informacím a aktualizacím o koronaviru, kterou provozuje portugalské ministerstvo zdravotnictví. Později byla vytvořena další vládní webová stránka, která poskytuje obecnější informace ohledně nouzového stavu, výjimečných opatřeních na pomoc podnikatelům a informace veřejného rázu.
Ministerstvo zdravotnictví provozuje webovou stránku pro veřejnost s různými informacemi včetně brožur, orientačních pokynů pro různá odvětví činnosti, jak se vypořádat se sebeizolací, a karanténních her pro děti. Například je tam uvedeno několik portugalských receptů na jídlo z konzerv.

### Reakce na fiskální politiku
V roce 2020 Portugalsko vyčlenilo 600 milionů EUR měsíčně na finanční podporu pracovníků, které jejich zaměstnavatelé propustí. Zhruba 1,3 miliardy EUR bylo přiděleno na pobídky k postupnému znovuotevření a návratu k hospodářské činnosti a malé a střední podniky dostaly možnost úvěru ve výši 13 miliard EUR. Došlo k uzákonění odkladů daní a příspěvků na sociální zabezpečení v celkové výši 7,9 miliardy eur pro společnosti a zaměstnance. Byl představen program APOIAR, který poskytuje malým podnikům úvěry ve výši 0,8 miliardy EUR. K 12. březnu bylo na posílení kapacity národního zdravotnického systému přiděleno dalších 296 milionů EUR.
Velké společnosti v odvětvích ekonomiky postižených pandemií, jmenovitě v cestovním ruchu, obdržely půjčky a dotace ve výši 750 miliard eur. Podnikům, které musely zavřít, byla dne 2. srpna 2021 přes program APOIAR zvýšena podpora, přičemž malé podniky, jejichž příjem poklesl o více než 50 %, měly nárok na finanční podporu ve výši 41 250 EUR. Kromě toho bylo uzákoněno moratorium na splácení podnikatelských úvěrů v délce šesti měsíců, které bylo následně prodlouženo do září 2021. V dubnu Portugalsko předložilo Evropské komisi Plán obnovy a odolnosti, včetně 14 miliard EUR v grantech a 2,7 miliardy EUR v půjčkách. Evropská komise zaujala k plánu kladné stanovisko a schválila ho. V květnu portugalská vláda oznámila plán poskytnout 6 miliard eur na vzkříšení turistického průmyslu.

## Dopady
Kvůli omezení pohybu v důsledku zavedení výjimečného stavu k 18. březnu a přijetí vládních směrnic o dodržování sociálního odstupu portugalského obyvatelstva se jinak hustě obydlené ulice a destinace ve městech jako Lisabon a Porto zcela vyprázdnily.

### LGBT+ mládež
Studie Faculdade de Psicologia e de Ciências da Educação da Universidade do Porto se zaměřovala na „posouzení duševního zdraví a sociálních vazeb“ LGBT+ mladých lidí, kteří žijí se svými rodiči během pandemie covidu-19 a na základě průzkumu mezi 632 mladými LGBT+ lidmi usuzovala, nakolik je pro ně komfortní sdílet „uvěznění“ s rodinou.
Z celkového počtu dotázaných jich 59 % uvedlo, že se v rodině cítí nepohodlně a tři z deseti označili svou sociální izolaci ve společné domácnosti s rodiči jako „dost nepohodlnou“. Navíc, 35 % mladých lidí uvedlo, že se cítí „stísněně“, protože nebyli schopni odhalit rodině svou identitu. Naproti tomu 35 % z těch, jejichž rodina si byla jejich orientace vědoma, uvedlo, že se jim „vede špatně nebo velmi špatně“. Tento longitudinální a mezikulturní výzkum rovněž dospěl k závěru, že šesti z deseti účastníkům pandemie dle jejich slov „velmi“ ovlivnila život.
Pokud jde o sociální vazby, polovina mladých lidí přiznala, že se cítí izolovaní od svých přátel a 35 % pociťovalo „extrémní izolovaci“ od svých partnerů.

## Očkování

### Darování vakcín bývalým koloniím
Portugalsko oznámilo, že poskytne 5 % svých zásob vakcíny skupině bývalých kolonií v Africe a národu Východní Timor. Portugalsko mělo v roce 2021 nárok na 35 milionů dávek vakcíny. Darování pěti procent znamená, že země poskytne 1,75 milionu dávek Angole, Mosambiku, Kapverdám, Guineji-Bissau, Rovníkové Guineji, Svatému Tomáši a Princově ostrovu a Východnímu Timoru. Prozatím se Portugalci zavázali darovat 1 milion dávek počínaje červencem 2021.